# Асанација бојишта
Асанација бојишта је предузимање мјера за заштиту од болести, уклањањем лешева и биолошких отпадака с бојног поља и из насеља.
Осим хигијене, у асанацију бојишта спадају налажење, скупљање, идентификација, и сахрањивање погинулих. Уз то, задаци укључују и уклањање животињских лешева, деконтаминација, уклањање отпадака биолошког поријекла и друго. Асанацију врше позадинске јединице или јединице војске.
Женевске конвенције из 1864, 1906, 1949, и Хашка из 1907. регулишу обавезе зараћених с обзиром на асанацију и покоп погинулих.